# Repaire de pirates

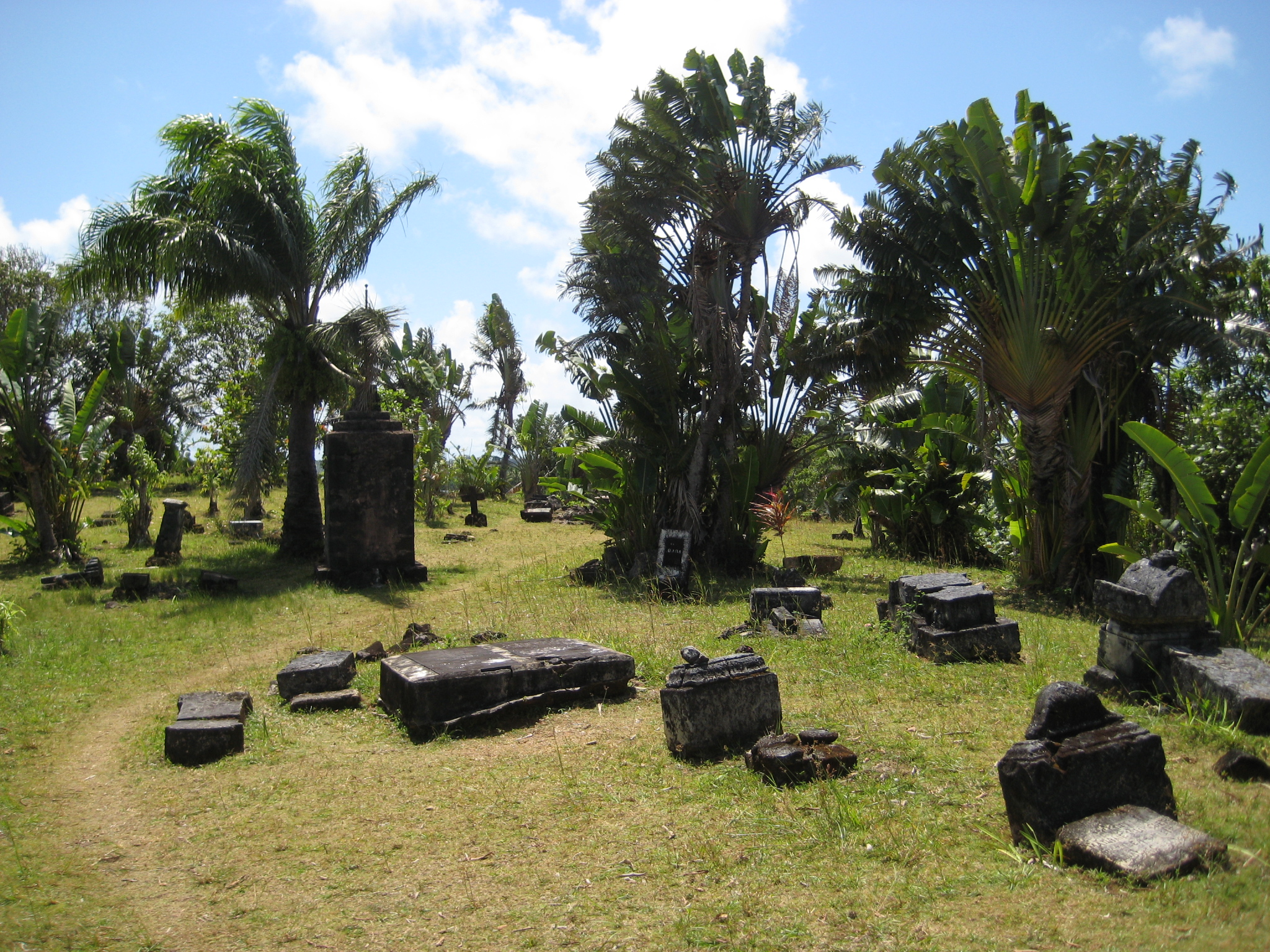
Cimetière de l'île Sainte-Marie témoignant que cette île malgache fut un repaire de pirates.

Un repaire de pirates est un lieu géographique, souvent une petite île inhabitée ou peu peuplée, où se retrouvent des individus s'adonnant par ailleurs à la piraterie. La piraterie maritime a connu plusieurs de ces repaires, d'abord situés dans la mer des Caraïbes, notamment l'île-à-Vache puis l'île de la Tortue, et ensuite dans le Sud-Ouest de l'océan Indien, par exemple l'île Sainte-Marie et l'île aux Forbans.

Libertalia est également un repaire des pirates de l'océan Indien, évoqué dans l'Histoire générale des plus fameux pirates (1724), mais dont l'existence historique est contestée.